# Юха Сипиля
Юха Сипиля (на фински: Juha Sipilä) е финландски политик, министър-председател на Финландия от 29 май 2015 до 6 юни 2019 г.

## Биография
Сихиля е роден на 25 април 1961 г. в гр. Ветели, Финландия. Лидер е на управляващата партия Финландски център от 9 юни 2012 г.

## Образование и военна служба
Сипиля завършва Пуоланка Лукио (гимназия за подготовка на университети във Финландия), завършвайки магистралния изпит с високи оценки през 1980 г. През 1986 г. Сипиля получава магистърска степен по инженерство от Университета в Оулу. Той има ранг на капитан в резервите на финландските отбранителни сили.

## Бизнес
Кариерата на Сипиля стартира в „Lauri Kuokkanen“, най-напред като дипломат, а по-късно като мениджър за разработване на продукти. Той става партньор и по-късно главен изпълнителен директор на „Solitra Oy“.
През 1998 г. Сипиля започва собствен бизнес – „Fortel Invest Oy“. През 2002 – 2005 г. работи като главен изпълнителен директор на „Elektrobit Oyj“, след което се завръща в собствения си бизнес.
Сипиля е управляващ директор на „Solitra“ през 1992 г. и става основен собственик през 1994 г. През 1996 г., той продава „Solitra“ на американската „ADC Telecommunications“, като става мултимилионер от приходите.
Доходите на Сипиля са най-високи във Финландия през 1996 г. Според „Ilta-Sanomat“ той е член на борда на директорите на 120 компании.